# Argyrochaetona cubana
Argyrochaetona cubana là một loài ruồi trong họ Tachinidae.